# B-21 Raider
De Northrop Grumman B-21 Raider is een Amerikaanse strategische bommenwerper die geproduceerd wordt door Northrop Grumman voor de United States Air Force (USAF). Als onderdeel van het Long Range Strike Bomber program (LRS-B) is het vliegtuig een geavanceerde zware bommenwerper voor de zeer lange afstand. Het vliegtuig is ontworpen om geavanceerde luchtverdediging te overleven. Het vliegtuig zal zowel bestuurd kunnen worden door een bemanning als op afstand. Er komt ook een speciale versie geschikt voor het transport van kernbommen.

## Ontwikkeling
Op 27 oktober 2015 kondigde het Department of Defense (DOD) aan dat het Northrop Grumman een contract wilde gaan geven om de nieuwste strategische bommenwerper, ofwel Long Range Strike-Bomber (LRS-B), te kunnen bouwen. De secretaris van de USAF kondigde aan dat deze de B-21 Raider zou gaan heten. De 21 staat voor de eerste nieuwe bommenwerper van de Verenigde Staten in de 21e eeuw, en de bijnaam “Raider” slaat op de Doolittle Raid van 1942. Op termijn moet het vliegtuig de B-1 Lancer, B-2 Spirit en B-52 Stratofortress van de Amerikaanse luchtmacht gaan vervangen. Het aanzicht is vergelijkbaar met de B-2 Spirit, maar heeft een simpeler vorm.
De B-21 heeft als bewapening conventionele wapens en lange- en korteafstandsraketten. De open architectuur van de bommenwerper staat toe om nieuw uitgevonden wapens te installeren en om nieuwe software te installeren om zijn prestaties verbeteren. 
Northrop Grumman bouwt de B-21 in de fabriek in Palmdale in de staat Californië. Hier werd eerder de B-2 Spirit geproduceerd. De testvluchten worden gedaan vanaf de Edwards Air Force Base. Het eerste B-21-toestel werd onthuld tijdens een ceremonie op 2 december 2022 in de fabriek in Palmdale. De eerste vlucht vond plaats op 10 november 2023. In september 2024 waren drie luchtwaardige B-21's betrokken bij diverse testonderdelen van het programma.
De USAF kocht 100 toestellen van elk 650 miljoen euro.